# Festus Hommius
Festus Hommius (10 février 1576 - 5 juillet 1642) est un théologien calviniste hollandais.

## Biographie
Il est né à Jelsum, dans une célèbre famille frisonne. Il étudie à partir de 1593 à l'Université de Franeker sous Sibrandus Lubbertus (en), se rend en 1595 au fief huguenot de La Rochelle et termine ses études à partir de 1596 à l'Université de Leyde. Vers 1597, Hommius devint prédicateur de Warmond, près de Leiden.
En 1599, il devient prédicateur à Dokkum. Dès 1602 prédicateur à Leiden, il est rapidement entraîné dans le conflit autour de Jacobus Arminius. Hommius devient partisan de Franciscus Gomarus, l'adversaire d'Arminius à la faculté de Leiden. Il publie des livres polémiques et assiste à des conférences avec des dirigeants remontrants tels que Johannes Wtenbogaert.
Il est l'un des principaux publicistes des contre-remontrants, attaquant les cinq articles de remontrance. Il utilise la culpabilité par association en suggérant leur lien avec la libre-pensée, le socinianisme et l'athéisme .
Il tente de faire représenter les congrégations hollandaises d'Angleterre au synode de Dordrecht ; cet appel au gouvernement néerlandais se traduit par la présence de Carolus Liebaert en tant qu'observateur . Il est décédé à Leyde, à l'âge de 66 ans.